# Marilia elongata
Marilia elongata är en nattsländeart som beskrevs av Martynov 1912. Marilia elongata ingår i släktet Marilia och familjen böjrörsnattsländor. Inga underarter finns listade i Catalogue of Life.